# Mouh Mouh
Mouh Mouh est un album de bande dessinée en noir et blanc de Jacques Tardi publié aux éditions Pepperland en 1979.

## Résumé
Mouh Mouh est un recueil de neuf histoires courtes, en noir et blanc, Chaque histoire est précédée d'une page ou l'auteur, se représentant en vieillard,  explique, de façon ironique, les circonstances qui l'ont amené à dessiner ces histoires. Ces histoires constituent les premiers travaux de Jacques Tardi publiés à partir de 1970 dans Pilote. Le titre du recueil vient du cri poussé par le personnage en couverture.

## Détail
1. Un cheval en hiver (scénario et dessins Jacques Tardi)
2. La Torpédo rouge-sang (scénario De Beketch, dessins Tardi)
3. L'Homme qui connaissait le jour et l'heure (scénario De Beketch, dessins Tardi)
4. Knock-out (scénario et dessins Jacques Tardi)
5. Le Soldat oublié (scénario Jean-Pierre Dionnet, dessins Tardi)
6. Le Brouet écarlate (scénario Michèle Tingaud, dessins Tardi)
7. Allô Janine! (scénario Michèle Costa-Magna, dessins Tardi)
8. Un épisode banal de la guerre des tranchées (scénario et dessins Jacques Tardi)
9. La Bascule à Charlot (scénario et dessins Jacques Tardi)

## Publication
- 1979 Pepperland DL/1979/2840/3[2]
- 1984 Pepperland D/1984/2840/1